# 88B busz (Budapest)
A budapesti 88B jelzésű autóbusz Kelenföld vasútállomás és Budatétény vasútállomás (Campona) között közlekedett, kizárólag egy irányban. A viszonylatot a Volánbusz üzemeltette.

## Története
2015. augusztus 31-étől a 88-as busz a Móricz Zsigmond körtér helyett csak a Kelenföld vasútállomásig jár. 88B jelzéssel az első hajnali és az utolsó esti járat betér a Budaörsi lakótelephez.
2019. május 13-ától munkanapokon meghosszabbított útvonalon, Budatétény vasútállomásig közlekedik, illetve betér a Budaörsi Ipari és Technológiai Parkhoz. 2019. szeptember 2-ától már csak a hajnali indulás közlekedik, azonban már nem tér be a Budaörsi lakótelep buszvégállomáshoz. A Volánbusz 2019/20-as menetrendi változtatásával összefüggésben megszűnt, december 14-én közlekedett utoljára, a továbbiakban a 88-as busz közlekedik helyette.

## Útvonala
| Budatétény vasútállomás (Campona) felé |
| --- |
| Kelenföld vasútállomás M (Őrmező) vá. – Koszorúslány utca – aluljáró – Budaörsi út – Budaörs, Budapesti út – Templom tér – Szabadság út – – 8102 – Törökbálint, Tó utca – Bajor Gizi utca – Köztársaság tér – Blaha Lujza utca – Kazinczy Ferenc utca – Szent István utca – Munkácsy Mihály utca – Sváb tér – Kápolna utca – Diósdi út – Hegyalja utca – Márta utca, forduló – Hegyalja utca – Diósdi út – Telenor, forduló – Diósdi út – Diósd, Szabadság utca – Balatoni út – Sashegyi úti körforgalom – Balatoni út – Tétényi utca – Budapest, Angeli utca – Barackos út – Szakiskola utca – Ezüstgaras utca – Barackos út – Bartók Béla út – Dráva utca – Minta utca – Nagytétényi út – Budatétény vasútállomás (Campona) vá. |

## Megállóhelyei
Az átszállási kapcsolatok között az azonos útvonalon közlekedő 88-as busz és 88A busz nincsen feltüntetve.
| 0                                        | Kelenföld vasútállomás M induló végállomás          |                                                                    |
| 2                                        | Sasadi út                                           | 8E, 40, 40B, 53, 87, 139, 140A, 150, 154, 172, 173, 187, 188E, 240 |
| 3                                        | Nagyszeben út                                       | 8E, 87, 139, 154                                                   |
| 4                                        | Gazdagréti út                                       | 8E, 40, 40B, 87, 139, 140A, 154, 240                               |
| 4                                        | Poprádi út                                          | 87, 140A                                                           |
| 5                                        | Madárhegy                                           | 40, 40B, 140A, 240                                                 |
| 6                                        | Rupphegyi út                                        | 40, 40B, 140A, 240                                                 |
| 7                                        | Felsőhatár utca                                     | 40, 40B, 140A, 240, 289                                            |
| Budapest–Budaörs közigazgatási határa    |                                                     |                                                                    |
| 8                                        | Tulipán utca                                        | 40, 40B, 140A, 240, 289                                            |
| 9                                        | Aradi utca                                          | 40, 40B, 140A, 240, 289                                            |
| 10                                       | Templom tér                                         | 40, 40B, 140A, 240, 288, 289                                       |
| 11                                       | Károly király utca                                  | 40, 40B, 140A, 240, 287                                            |
| 12                                       | Kisfaludy utca                                      | 40, 40B, 140A, 240, 287, 288, 289                                  |
| 13                                       | Kötő utca                                           | 40, 40B, 140A, 240, 287                                            |
| 13                                       | Budaörs, városháza                                  | 40, 40B, 140A, 188E, 240, 287                                      |
| 14                                       | Gimnázium                                           | 40, 140A, 188E, 240, 287 755                                       |
| 18                                       | Alcsiki dűlő                                        | 188E, 289                                                          |
| 18                                       | Lejtő utca                                          | 188E                                                               |
| 19                                       | Ibolya utca                                         | 188E, 288                                                          |
| 20                                       | Csiki csárda                                        | 188E, 288                                                          |
| 21                                       | Csiki tanya                                         | 188E                                                               |
| 22                                       | Gyár utca                                           | 188E                                                               |
| 24                                       | Budaörsi Ipari és Technológiai Park                 | 760                                                                |
| 26                                       | Tetra Pak                                           | 760, 762                                                           |
| 27                                       | Légimentők                                          |                                                                    |
| Budaörs–Törökbálint közigazgatási határa |                                                     |                                                                    |
| 28                                       | Törökbálint vasútállomás                            | 172, 173, 272 S10                                                  |
| 29                                       | Kerekdomb utca                                      | 172, 173                                                           |
| 29                                       | Köztársaság tér                                     | 172, 173                                                           |
| 31                                       | Idősek otthona                                      | 172, 173                                                           |
| 32                                       | Katona József utca                                  | 173                                                                |
| 33                                       | Zrínyi utca                                         | 173                                                                |
| 34                                       | Harangláb                                           | 140, 140B, 172, 173, 272 755                                       |
| 35                                       | Munkácsy Mihály utca (hősi emlékmű)                 | 140, 140B, 172, 173, 272 755                                       |
| 36                                       | Bartók Béla utca                                    | 140, 140B, 172, 173, 272 755                                       |
| 37                                       | Diósdi út                                           | 272, 283                                                           |
| 38                                       | Liliom utca                                         | 272, 283                                                           |
| 39                                       | Márta utca                                          | 272, 283                                                           |
| 41                                       | Törökbálint, Telenor                                |                                                                    |
| Törökbálint–Diósd közigazgatási határa   |                                                     |                                                                    |
| 45                                       | Diósd, Kaktusz utca                                 | 725                                                                |
| 47                                       | Diósd, törökbálinti elágazás                        | 13 710, 720, 722, 725                                              |
| 48                                       | Diósd, Sashegyi út                                  | 13 710, 715, 720, 722, 725                                         |
| 49                                       | Diósd, Sashegyi út                                  | 13 710, 715, 720, 722, 725                                         |
| 50                                       | Diósd, törökbálinti elágazás                        | 13 710, 720, 722, 725                                              |
| Diósd–Budapest közigazgatási határa      |                                                     |                                                                    |
| 51                                       | Szerafin-villa                                      | 13                                                                 |
| 52                                       | Németh-villa                                        | 13                                                                 |
| 52                                       | Diósdi utca                                         | 13                                                                 |
| 53                                       | Barackos út / Angeli utca                           | 13                                                                 |
| 54                                       | Szakiskola utca                                     | 13                                                                 |
| 55                                       | Szilvafa utca                                       | 13                                                                 |
| 56                                       | Mátyás király utca                                  | 13, 213                                                            |
| 56                                       | Damjanich utca                                      | 13                                                                 |
| 57                                       | Barosstelep vasútállomás                            | 13 S40 , S42                                                       |
| 58                                       | Mátra utca                                          | 13                                                                 |
| 58                                       | I. utca                                             | 13, 101B, 213, 214, 287                                            |
| 59                                       | Rózsakert utca / Minta utca                         | 13, 101B, 101E, 114, 213, 214, 287                                 |
| 59                                       | Budatétény vasútállomás (Növény utca)               | 13, 33, 101E, 114, 133E, 213, 214, 287 699, 700                    |
| 60                                       | Budatétény vasútállomás (Campona) érkező végállomás | 13, 101E, 138, 150, 287 699, 700 S40 , S42                         |